# Cortesia Serego

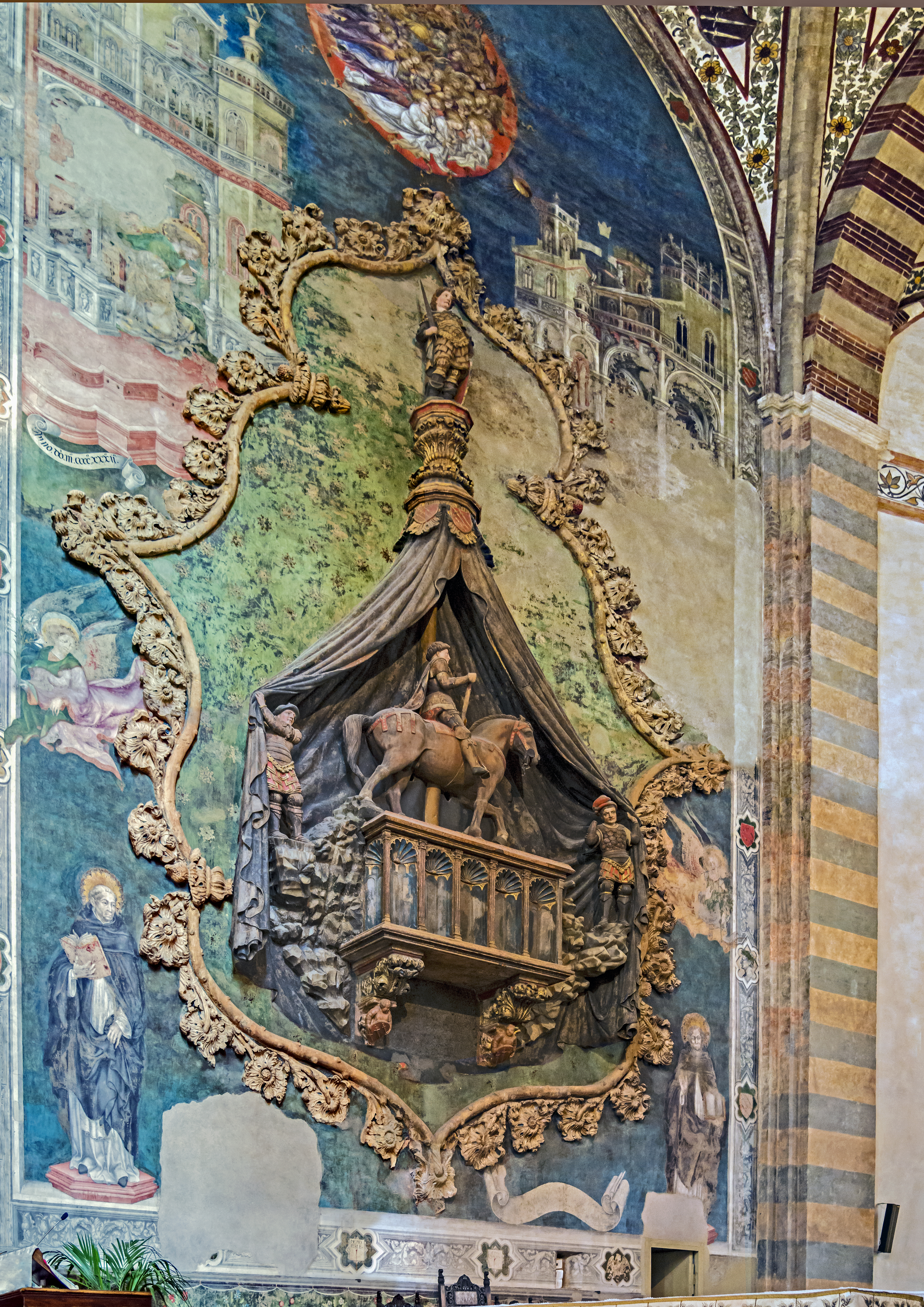
Praalgraf voor kapitein-generaal Serego in de Santa Anastasiabasiliek in Verona, Italië

Cortesia Serego (Vicenza, 1335 – Verona, 1386) was kapitein-generaal van de stadsmilitie van Verona in Noord-Italië. Ondanks zijn zware nederlaag in de Slag in Brentelle (1386) en gevangenschap nadien, lag hij aan de basis van het familiefortuin van de Serego’s.

## Levensloop
Serego groeide op in Vicenza, een van de stadstaten in Noord-Italië tijdens de middeleeuwen. Circa 1375 verhuisde Serego naar Verona. Hij ging in dienst als condottiere in de stadsmilitie, op vraag van het regerende Huis della Scala in Verona. De twee broers en heersers Bartolomeo II en Antonio bevorderden hem tot kapitein-generaal. Serego huwde met hun zus Lucia della Scala. Serego verstootte haar omwille van het kinderloos huwelijk en hertrouwde met Giacoma Bevilacque (1381). 
Nadat Bartolomeo II vermoord werd (1381), zwoer Serego trouw aan de enige heerser Antonio, zijn ex-zwager. In 1382 schonk Antonio della Scala, de heer van Verona, hem villa’s en terreinen onder meer in Veronella en San Pietro in Cariano in de buurt van Verona.
De oorlog tussen Verona en Padua brak uit. Kapitein-generaal Serego leidde de Veronese troepen, aangevuld door soldaten van Udine en Venetië. De veldslag vond plaats in het dorpje Brentelle nabij Padua (1386). De troepen van Carrara brachten de Veronezen een zware nederlaag toe. Vijfhonderd gesneuvelden en meer dan 4.000 van hen werden opgepakt; meer dan 6.000 paarden aangeslagen alsook 140 karren. Serego en zijn kapiteins werden in de gevangenis opgesloten in Padua, waar ze folteringen ondergingen. Antonio della Scala was niet aanwezig op het slagveld; hij reisde radeloos van Vicenza terug naar Verona.
Hetzelfde jaar kwam Serego vrij uit de gevangenis. Hij was zo zwak dat hij kort nadien stierf. Hij kreeg een praalgraf in de Basilica di Santa Anastasia in Verona.